# Alchemilla psilocaula
Alchemilla psilocaula är en rosväxtart som beskrevs av Sergei Vasilievich Juzepczuk. Alchemilla psilocaula ingår i släktet daggkåpor, och familjen rosväxter. Inga underarter finns listade i Catalogue of Life.